# Cristy Road
Cristina Carrera, también conocida como Cristy C. Road (nacida el 26 de mayo de 1982) es una ilustradora, novelista gráfica y música de punk rock cubano-estadounidense cuyos carteles, música y obras autobiográficas exploran temas de feminismo, cultura queer y justicia social. Trabaja principalmente como ilustradora y novelista gráfica, pero también publicó una revista de larga duración sobre la música punk y su vida como latina queer. Actuó en el roadshow de Sister Spit en 2007, 2009 y 2013 y fue la vocalista principal y guitarrista de la banda de queercore/pop-punk, The Homewreckers. Actualmente canta y toca la guitarra en Choked Up. Ha publicado tres libros y una colección de postales, así como numerosos carteles de conciertos, folletos de protesta, portadas de libros y logotipos. Road ha trabajado como profesora en el Centro de Estudios Documentales de la Universidad de Duke.

## Primeros trabajos e influencias
La identidad queer y cubano-americana de Road son centrales tanto para su arte como para su negativa política a asimilarse a la cultura dominante o heterosexual, y como artista emergente se inspiró en la "escena punk queer en San Francisco/Oakland, CA". De 1997 a 2004, publicó el zine Greenzine, que comenzó como un fanzine sobre la banda Green Day y eventualmente se centró más en la identidad, la política y las ideas de Road. Sus primeras influencias artísticas incluyeron a John Kricfalusi de Ren y Stimpy, Frida Kahlo, Diego Rivera y Kathe Kollowitz.

## Música
De 2008 a 2017, Road tocó la guitarra y cantó en la banda de pop punk queercore de Brooklyn The Homewreckers. Actualmente Road canta y toca la guitarra en la banda de pop-punk Choked Up. En 2021, Choked Up anunció que firmó con Don Giovanni Records.

## Next World Tarot
En 2017, Road recaudó con éxito casi $30,000 en Kickstarter para financiar el Next World Tarot. La baraja de tarot ilustrada a mano presenta retratos coloridos de cuerpos queer y POC en una existencia postapocalíptica. Mientras producía la baraja, Road también obtuvo su maestría en ilustración de bellas artes en el Fashion Institute of Technology, donde centró su tesis en la historia del tarot.

## Aclamación de la crítica
La revista Bitch incluyó a Road en su lista de "Bitchlist" en 2005. Curve dijo de Indestructible: "La descripción sincera que hace Road de los dolores del crecimiento es tan poderosa que proporciona el consuelo perfecto para una juventud angustiada y que se odia a sí misma y envía a los lectores mayores a un viaje por el camino de los recuerdos a través de sus propias aventuras y desventuras de la adultez joven". Las memorias de Road, Bad Habits, fueron nominadas para un premio literario LAMBDA. En 2012, Flavorwire nombró a Road como una de los 50 "creadores culturales emergentes de Nueva York a tener en cuenta en 2013", describiéndola como "una figura fija en los círculos feministas, LGBT y de fanzines punk".

## Obras publicadas
Bibliografía adaptada del sitio web de Road.
Libros:
- Indestructible (2006) ISBN 9780977055777
- La distancia enferma el corazón (Microcosmos, 2008) ISBN 9780978866518
- Malos hábitos: una historia de amor (Soft Skull Press, 2008) ISBN 9781593762155
- Escupitajo y pasión (Feminist Press, 2012) ISBN 9781558618077

Obras incluidas en:
- Colección de Justseeds Celebrate People's History: The Poster Book of Resistance and Revolution  (2019)[15]
- We Don't Need Another Wave: Dispatches from the Next Generation of Feminists (2006)
- Baby Remember My Name (2006)
- Live Through This (2008)
- Reproduce and Revolt (2008)
- Best Erotic Comics 2009 (2009)
- SIDE B: A Music Lover's Anthology (2009)